# Signe d'Argyll Robertson
 Mise en garde médicale
Le signe d'Argyll Robertson, (ou pupille d'Argyll Robertson) est une abolition du réflexe photomoteur (contraction des pupilles à la lumière), avec conservation de la réaction d'accommodation (contraction des pupilles en même temps que les muscles du cristallin lors de la mise au point focale à la distance).
Les pupilles présentant ce signe sont petites, inégales et de forme irrégulière. Alors que les yeux peuvent se concentrer sur des objets aussi bien proches qu'éloignés, la réponse directe et controlatérale à la lumière est réduite ou absente.

## Historique
Ce signe a été décrit en 1869 par le chirurgien ophtalmologiste écossais Douglas Argyll Robertson (1837-1909), Il ne s'agissait toutefois pas d'une description originale, puisque c'est le neurologue allemand Ernst Remak qui avait montré à D. Argyll Robertson les signes pupillaires du tabès, décrits dès 1839 par Romberg.

## Mécanisme
L'anomalie pupillaire résulte probablement de lésions des cellules de la région prétectale du mésencéphale. Les signaux en provenance de la rétine ne sont plus relayés par le noyau prétectal du côté atteint vers les noyaux d'Edinger-Westphal, d'où la perte de la réaction pupillaire à la lumière à la fois directe (pupille éclairée) et consensuelle (pupille opposée à celle que l'on éclaire). L'accommodation est épargnée, car la voie de ce réflexe est différente de celle du réflexe photomoteur.

## Étiologie
Habituellement, mais pas toujours, ce symptôme a pour cause la neurosyphilis ce qui a permis d'en tirer un moyen mnémotechnique en l'appelant « pupille de prostituée » (elle est accommodante mais ne réagit pas)[réf. souhaitée].
Parmi les autres causes possibles on trouve le lupus érythémateux systémique, le diabète sucré , l'encéphalopathie de Gayet-Wernicke et la maladie de Charcot-Marie-Tooth de type 2J liée une mutation du gène MPZ.